# Lodovico Vedriani
Lodovico Vedriani (n. 1601-d. 9 februarie 1670) a fost un istoric și preot italian originar din Modena.
Scrierile sale s-au referit în principal la subiecte ce țin de istoria Modenei, loc în care a trăit și a murit..

## Opera
- Raccolta de Pittori, Scultori, Et Architetti Modonesi Piu Celebri.[5], published in 1662
- Vite et elogii de' cardinali Modonesi, published in 1662
- Dottori Modonesi di teologia, filosophia, legge canonica e civile, published in 1665
- Historia dell' antichissima città di Modona.[6], published in 1666